# Medb Fluctus
Il Medb Fluctus è una struttura geologica della superficie di Venere.